# Machaerium tovarense
Machaerium tovarense är en ärtväxtart som beskrevs av Henri François Pittier. Machaerium tovarense ingår i släktet Machaerium och familjen ärtväxter. Inga underarter finns listade i Catalogue of Life.